# Сондерс, Рейвен
Рейвен Сондерс (англ. Raven Saunders; род. 15 мая 1996, Чарлстон, Южная Каролина) — американская легкоатлетка, серебряный призёр летних Олимпийских игр 2020 года в Токио в толкании ядра.

## Биография и спортивная карьера
Родилась 	15 мая 1996 года в городе Чарлстон, Южная Каролина.
Училась в средней школе Берка в Чарльстоне, Южная Каролина, и там участвовала в соревнованиях по легкой атлетике. В апреле 2014 года она побила национальный рекорд средней школы по толканию ядра с отметкой 17,27 м. За свои успехи была номинирована на спортсменку года по легкой атлетике Gatorade.

### NCAA
Перейдя в Университет Миссисипи, стала выступить за команду по легкой атлетике Ole Miss Rebels.
Выиграла титулы в толкании ядра на чемпионате по легкой атлетике в помещении конференции долины Миссури 2015 года, чемпионате NCAA в помещении 2015 года, чемпионате по легкой атлетике на открытом воздухе конференции долины Миссури 2015 года и чемпионате NCAA на открытом воздухе 2015 года.
Стала первой американская спортсменкой-юниором, которая толкнула ядро дальше восемнадцати метров. Она продолжала улучшать национальные рекорды среди юниоров и побила рекорд конференции в долине Миссури.
Выиграла титулы в толкании ядра на чемпионате Юго-Восточной конференции по легкой атлетике в помещении 2016 года, заняла 12-е место на чемпионате NCAA в помещении 2016 года, выиграла титулы в толкании ядра на чемпионате по легкой атлетике Юго-Восточной конференции 2016 года.
В 2016 году она побила 23-летний рекорд чемпионата на открытом воздухе, толкнув ядро на 19,33 м.

### Мировые соревнования
Её международный дебют на чемпионате мира среди юниоров состоялся в 2014 году в Юджине, штат Орегон, где она выиграла серебряную медаль. Сондерс собирала средства через Интернет, чтобы присутствовать на соревновании, которое проходило почти в 3000 милях от её родного города в Южной Каролине.
В 2015 году Рэйвен заняла восьмое место на чемпионате США по легкой атлетике и возглавила подиум на чемпионате Панамерики среди юниоров 2015 года — она обогнала серебряного призёра более чем на два с половиной метра, а ее толчок составил 18,27 м, что было новым рекордом чемпионата Панамерики среди юниоров.
В 2016 году участвовала в Олимпийских играх в Рио-де-Жанейро.

### Олимпиада 2021 года
В 2021 году Сондерс заняла второе место на олимпийских соревнованиях по легкой атлетике в США с результатом в толкании ядра 19,96 м. Она стала серебряным призером Олимпийских игр в Токио в 2020 году, толкнув ядро на 19,79 м.
Получив свою серебряную медаль во время церемонии награждения, Сондерс подняла руки и скрестила их в форме X на пьедестале почета. Сондерс заявила, что её демонстрация призвана символизировать поддержку угнетённых людей. В результате МОК начал расследование, чтобы выяснить, нарушает ли этот жест правила запрещения любых демонстраций или политической, религиозной и расовой пропаганды на олимпийском объекте.
Олимпийский комитет США встал на защиту Сондерс, заявив, что она не нарушила правила, и что это было «мирное выражение в поддержку расовой и социальной справедливости с уважением к своим конкурентам». 4 августа 2021 года МОК приостановил расследование по поводу жеста Сондерс, после известия о смерти её матери.

## Личная жизнь
Сондерс — открытая лесбиянка. Она открыто говорила о борьбе с депрессией и выступала за расовую справедливость и психическое здоровье.